# Mystère au Mexique
Pour plus de détails, voir Fiche technique et Distribution.
Mystère au Mexique (Mystery in Mexico) est un film noir américain, réalisé par Robert Wise, sorti en 1948.

## Synopsis
Steve Hasting est détective dans une société d'assurance. Il est chargé d’enquêter à la suite de la disparition mystérieuse d'un de ses collègues qui enquêtait au Mexique à propos d'un bijou disparu. On ne sait au départ si le collègue est complice ou victime. La sœur du collègue, Victoria Ames, doit justement se rendre au Mexique, Hasting est donc chargé de l'approcher. On apprend qu'elle a rendez-vous avec son frère à la sortie de l'aéroport, mais ce dernier n'y est pas. En fait une bande de trafiquants de bijoux possédant une boite de nuit à Mexico se sert de Victoria comme appât, persuadés qu'elle les mettra sur la piste de son frère et donc du bijou. C'est d'ailleurs ce qui se passe, le frère a été gravement blessé et est abrité chez une famille de paysans. Hasting et Victoria sont bientôt maîtrisés par les gangsters, mais Hasting réussira à les piéger et l'intervention de la police mettra fin à l'affaire.

## Fiche technique
- Titre original : Mystery in Mexico
- Titre français : Mystère au Mexique (Mystère à Mexico)
- Réalisation : Robert Wise
- Scénario : Lawrence Kimble
- Direction artistique : Gunther Gerszo
- Costumes : Renie
- Photographie : Jack Draper
- Son : José B. Carles, Fred L. Granville
- Montage : Samuel E. Beetley
- Musique : Paul Sawtell
- Production : Sid Rogell
- Société de production : RKO Radio Pictures, Inc.
- Société de distribution : RKO Radio Pictures, Inc.
- Pays de production :  États-Unis ;  Mexique
- Langue : anglais
- Format : Noir et blanc - 35 mm - 1,37:1 - Son mono
- Genre : Policier
- Durée : 66 minutes
- Date de sortie :
  - États-Unis : 1er juillet 1948

## Distribution
- William Lundigan : Steve Hastings
- Jacqueline White : Victoria Ames
- Ricardo Cortez : Joe Norcross
- Tony Barrett : Carlos
- Jacqueline Dalya : Dolores Fernandez
- Walter Reed : Glenn Ames
- José Torvay : Swigart
- Jaime Jiménez : Pancho Gomez
- Antonio Frausto : M. Gomez
- Dolores Camerillo : Mme Gomez
- Eduardo Casado : Commandant Rodriguez
- Thalia Draper : Floracita Gomez
- Carlos Muzquiz : Luis Otero
- Armando Silvestre : Benny
- Freddie Romero : Jose
- Alfonso Jimenez : Lopez, le chauffeur
- Concha Gentil Arcos : la mère de Benny
- Lilia Plancarte : la sœur de Benny
- Suzi Crandall : hôtesse de l'air
- Marilyn Mercer : hôtesse de l'air
- William Forrest : Powers

## Autour du film
- Le DVD sorti dans la collection Studio RKO en 2012 a pour titre Mystère à Mexico.